# Vadu Săpat
Vadu Săpat is een Roemeense gemeente in het district Prahova.
Vadu Săpat telt 1826 inwoners.